# Houston
Houston (cu pronunția AFI: /ˈhjuːstən/) este cel mai populat oraș din statul american Texas și respectiv, al-patrulea din Statele Unite ale Americii. Conform recensământului american efectuat în 2020, Houston avea o populație de 2,304,580 de locuitori, pe timp ce zona metropolitană statisticală Houston–Pasadena–The Woodlands, supranumită și Greater Houston, găzduiește o populație de peste 7.8 milioane de rezidenți. Totodată, Houston îndeplinește funcția de reședința a comitatului Harris (mai demult cunoscut ca Comitatul Harrisburg), - cel de-al treilea comitat din SUA în funcție a populației.
Majoritatea orașului este aflat în Comitatul Harris, dar, dezvoltări urbane se extind în comitatele adiacente de Fort Bend și Montgomery. Numele provine de la Sam Houston, președintele Republicii Texas care a câștigat independența Texasului față de Mexic la Bătălia de la San Jacinto.
Orașul Houston a fost fondat pe data de August 30 1836, de către investitori de teren, într-o zonă numită Allen's landing (în română, aterizarea lui Allen), la confluența între Buffalo Bayou și White Oak Bayou, la nord-vest de Dafinul Galveston și Trinity. Așezarea a fost acordat statutul de oraș/municipiu pe data de 5 iunie 1837. Houston s-a prezentat ca un centru comercial și un nod feroviar a Texasului. Houston a asumat funcția de capitală a Republicii Texas pentru un timp scurt (1837-39). Localitatea a crescut, asumând rolul ca centrul economic a Texasului și eventual a Americii centrale. Încă din începutul secolului 20, economia orașului a fost focusată pe industrie, mai precis cea a energiei, cea petroliară și cea a manufacturi. După un boom al petrolului din zona Texasului, industria petroliară a crescut în importanță și a accelerat creșterea economică și demografică a orașului. Economia s-a diversificat prin anii 1950, cu fondarea Centrului Medical Texas; cea mai mare concentrare a instituțiilor medicale și de cercetare, de renume mondial, ci centrul Spațial Johnson, deținut de NASA.
Canalul naval Houston este parte a portului Houston, una dintre cele mai aglomerate și ocupate porturi navale din lume, a fost construit după un uragan devastator din 1900. Pe timp ce portul Houston în sine este primul după funcția de capacitate și al-doilea în ordinea tonajului total venit. 
Supranumit „Orașul Bayou”, „Orașul Spațial”, „Orașul H” și „713”, Houston a devenit un oraș global, cu puncte forte în cultură, medicină și cercetări ștințifice. Populația orașului este formată din diverse medii etnice și religioase, precum și dintr-o comunitate internațională numeroasă și în creștere. Houston este cea mai diversă zonă metropolitană din Texas și a fost descrisă ca fiind orașul major cu cea mai mare diversitate rasială și etnică din SUA. Găzduiește numeroase instituții și expoziții culturale, cum ar fi Districtul Muzeal Houston și Districtul Teatral Houston. Totodată, Houston este un oraș dependent de transportul automobil, cu peste 77% din navetiști folosind transport rutier pentru a face naveta în Houston. Houston este un mare nod rutier a Texasului, cu numeroase intersecții cunoscute pentru mărimea și volumul de trafic a lor.
Una dintre cele mai mari provocări a Texasului sunt inundări; o problemă repetată a regiunii. Furtuna tropicală Alison a fost cea mai păguboasă furtună din istoria orașului, provocând miliarde de dolari în pagube și vărsând 1,000mm de ploaie în unele zone a orașului, cauzând pierirea a 43 de oameni în stat. 2.5 milioane de locuitori a Houstănului au fost evacuate când Uraganul Rita se îndrepta spre Houston, fiind cea mai mare evacuare urbană din istoria Statelor Unite Ale Americii.

## Istorie
Houston se află pe un teren care era în mare parte ocupat de triburile Karankawa și Atakapa, oameni indigeni care au populat zona de mai bine de 2.000 de ani înainte de a ajunge coloniști.Aceste triburi nu mai sunt existente astăzi, probabil din cauza bolilor străine, aduse în zonă, și competiției cu alte grupuri. Zona pe care Houston este aflată astăzi a fost lăsată în larg nelocuită între secolul 18 și anii 1830, până la fondarea așezării.

### De la fondare până la secolul 20
Frații Allen - Augustus Chapman și John Kirby - au explorat situri de așezări de pe Buffalo Bayou și Galveston Bay. Potrivit istoricului David McComb, „[F]rații, pe 26 august 1836, au cumpărat de la Elizabeth E. Parrott, soția lui T.F.L. Parrott și văduva lui John Austin, jumătatea sudică a terenului inferior [o suprafață de 2.214 acri (896 ha)] acordată ei de regretatul ei soț. Au plătit în total 5.000 de dolari, dar doar 1.000 de dolari din aceștia în bancnote; note au reprezentat ce a rămas.”
Frații și-au promovat noua lor așezare în Telegraful și Texas Register, doar patru zile după ce au achiziționat terenul, numindu-l după Sam Houston, care a devenit președinte în același an. Au reușit să convingă Congresul Republicii Texas să desemneze Houston drept capitală temporară, fiind de acord să ofere noului guvern o clădire administrativă (capitol). Aproximativ o sută de persoane locuiau în oraș la începutul anului 1837, dar acest număr a crescut la aproximativ 1.500 până când Congresul Texas s-a întrunit la Houston pentru prima dată în luna mai a anului 1837. Republica Texas a acordat statutul de municipiu/oraș a lui Houston pe 5 iunie 1837, cu asta, James S. Holman a devenit primul primar a localității. În același an, Houston a devenit reședința comitatului Harrisburg (în prezent comitatul Harris).
În 1839, Texas și-a mutat capitala la Austin, capitala actuală a statului Texas. Orașul a suferit o altă pierdere în acel an, când o epidemie de febră galbenă a curmat aproximativ o viață la fiecare opt locuitori, însă Houston a persistat ca un centru comercial,  datorită portului său de pe coasta Golfului Galveston. Fermierii fără ieșire la mare își aduceau produsele la Houston, folosind Buffalo Bayou pentru a avea acces la Galveston și Golful Mexic. Negustorii din Houston profitau de vânzarea de alimente de bază către fermieri și de transportul produselor la Galveston.
În 1840, comunitatea a înființat o cameră de comerț, în parte pentru a promova transportul maritim și navigația în portul nou creat de pe Buffalo Bayou.

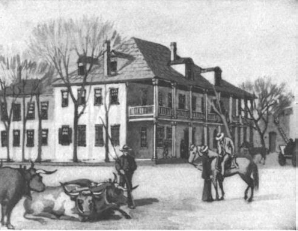
Vechea clădire capitol din Houston, depicție artistică

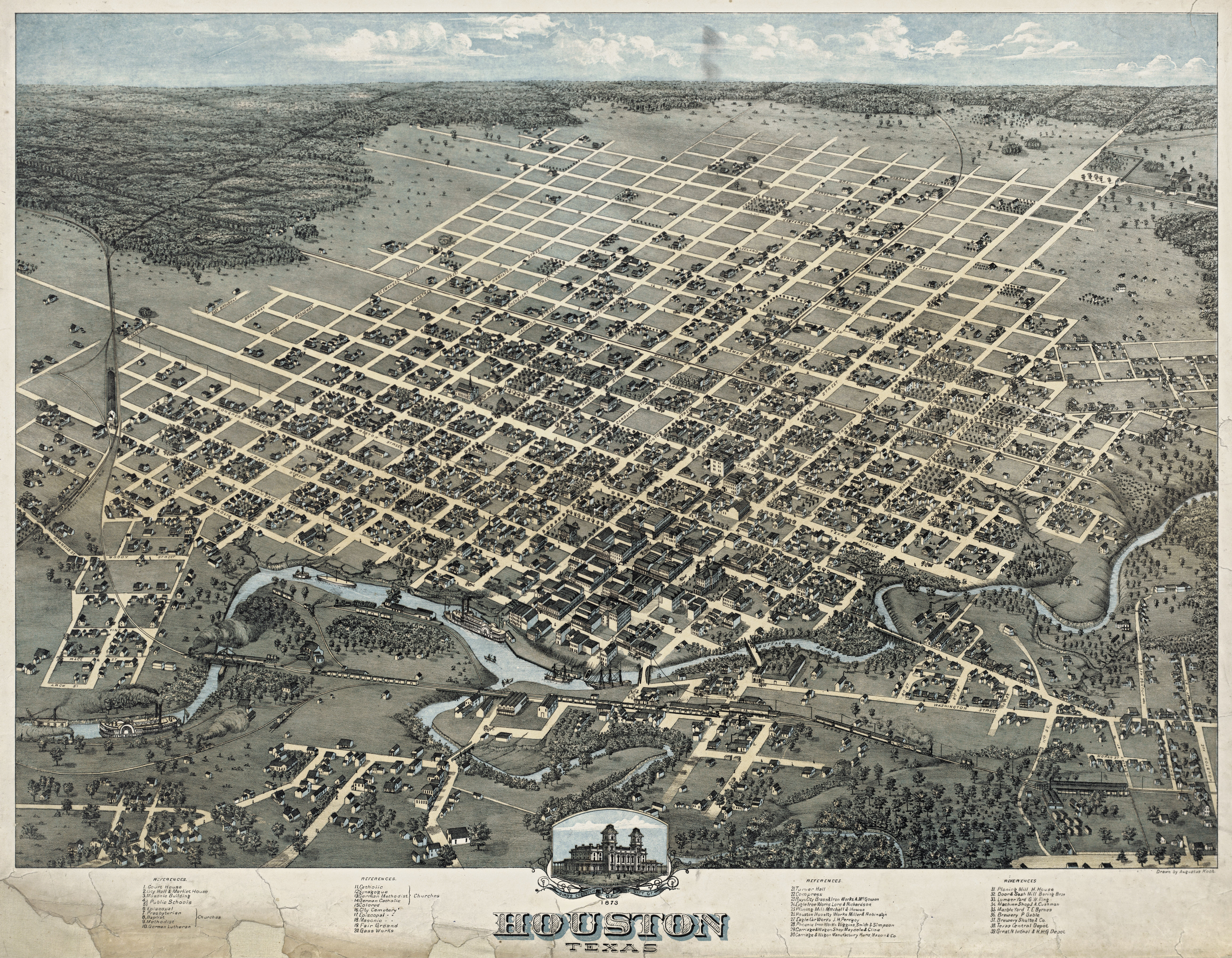
Houston, circa 1873

Houston, circa 1891

Până în anii 1860, Houston s-a prezentat ca un hub comercial și feroviar pentru transportul bumbacului. Ramificațiile feroviare din interiorul Texasului convergeau în Houston, unde se întâlneau cu liniile de cale ferată către porturile Galveston și Beaumont. În timpul Războiul Civil American, Houston a servit drept sediu pentru generalul-maior confederat John B. Magruder, care a folosit orașul ca punct de organizare pentru Bătălia de la Galveston. Iar până în anii 1890, Houston a devenit centrul transportului feroviar din Texas.
În 1900, după ce Galveston a fost lovit de un uragan devastator, eforturile de a transforma Houston într-un port viabil pe ape adânci au fost accelerate. În anul următor, descoperirea petrolului la câmpul petrolier Spindletop de lângă Beaumont a impulsionat dezvoltarea industriei petroliere din Texas. Ci în 1902, președintele american Theodore Roosevelt a aprobat un proiect de îmbunătățire a Canalului Naval Houston în valoare de $1,000,000 de dolari. La anul 1910, populația orașului ajunsese la 78.800 de locuitori, aproape dublându-se față de un deceniu înainte. Afro-americanii constituiau o parte semnificativă a populației orașului, numărând 23.929 de persoane, ceea ce reprezenta aproape o treime din locuitorii orașului Houston.
Președinte american Woodrow Wilson a deschis portul Houston de ape adânci în 1914, la șapte ani după începerea săpăturilor. Până în 1930, Houston devenise cel mai populat oraș din Texas, iar comitatul Harris cel mai populat comitat.

### De la Al Doilea Război Mondial la prezent
Când a început al Doilea Război Mondial, nivelurile de tonaj din port au scăzut, iar activitățile de transport maritim au fost suspendate; cu toate acestea, războiul a adus beneficii economice orașului. Rafinării petrochimice și fabrici au fost construite de-a lungul canalului maritim din cauza cererii de produse petroliere și cauciuc sintetic din partea industriei de apărare.  Ellington Field, construit inițial în timpul Primului Război Mondial, a fost revitalizat ca centru de instruire avansată pentru bombardieri și navigatori.
Compania Brown Shipbuilding a fost fondată în 1942 pentru a construi nave pentru Marina SUA în timpul celui de-al Doilea Război Mondial. Datorită exploziei a  locurilor de muncă în domeniul apărării, mii de noi muncitori au migrat în oraș, atât persoane de culoare, cât și albe, concurând pentru locuri de muncă mai bine plătite. Președintele Roosevelt stabilise o politică de nediscriminare pentru contractorii din domeniul apărării, iar persoanele de culoare au obținut unele oportunități, în special în construcțiile navale, deși nu fără rezistență din partea persoanelor albe și tensiuni sociale crescânde care au erupt în violențe ocazionale.
În 1945, Fundația M.D. Anderson a înființat Centrul Medical din Texas, o concentrare masivă a instituțiilor medicale și de cercetare. După război, economia orașului Houston a revenit la a fi în principal bazată pe porturi. În 1948, orașul a anexat mai multe zone neîncorporate, dublându-și suprafața. Houstonul propriu-zis a început să se extindă în regiune. În 1950, disponibilitatea aerului condiționat a impulsionat multe companii să se mute în Houston, unde salariile erau mai mici decât cele din nord; acest lucru a dus la un boom economic și a produs o schimbare cheie în economia orașului către sectorul energetic.
Creșterea producției din industria navală extinsă în timpul celui de-al Doilea Război Mondial a stimulat creșterea orașului Houston, la fel ca și înființarea în 1961 a „Centrului de Nave Spațiale cu Echipaj Uman” al NASA (redenumit Centrul Spațial Lyndon B. Johnson în 1973). Acesta a fost stimulul pentru dezvoltarea industriei aerospațiale a orașului. Astrodomul, supranumit „A opta minune a lumii”, deschis în 1965 ca primul stadion sportiv interior cu cupolă din lume.
Prin anii 1970, Houston a avut un boom a populației, cu migratori din state centrale a Americii stabilindu-se în Houston în numere mari.
Ei, în principal, s-au mutat în oraș pentru oportunități de angajare în industria petrolieră, create ca urmare a embargoului petrolier impus de arabi. Odată cu creșterea numărului de locuri de muncă profesionale, Houston a devenit o destinație pentru multe persoane cu studii superioare, inclusiv recent afro-americani, implicați într-o Mare Migrație inversă din zonele nordice.
În 1997, locuitorii din Houston l-au ales pe Lee P. Brown ca primul primar afro-american al orașului.
În prezent, Houston este un oraș mare care găzduiește o zonă metropolitană întinsă pe peste 1,600km2 și cu peste 7,5 milioane de locuitori în ea. Orașul continuă să crească, cu o creștere de 15.7% între anii 2000 și 2022.
Petrolul și industria gazelor naturale domină sectorul industrial al Houstonului și contribuie la creșterea sa economică, cu numeroase companii de rafinat a petrolului stabilite în oraș.

## Geografie

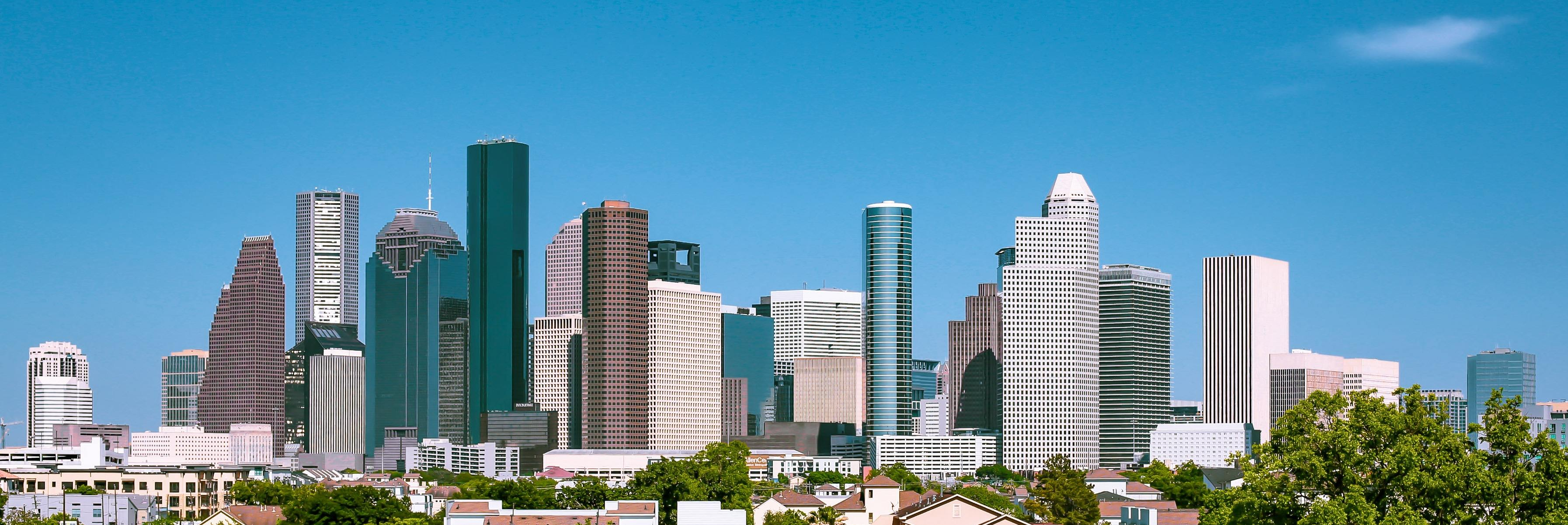
Peisaj Urban a lui Downtown Houston

Houston și municipiile adiacente din zonă, fotografiate din spațiu

Houston se află în sud-estul Texasului; și la 266 km est de Austin, 400 km sud de Dallas și 142 km vest de granița cu statul Louisiana. Majoritatea orașului este în Gulf costal plain, o zonă întinsă de câmpie-preerie, întindu-se pe nord-vestul Golfului Mexic, de la sud-estul Louisienei la nordul Mexicului. Vegetația orașului este clasificată ca Western Gulf coastal grasslands, pe timp ce spre nord, face tranziția într-o junglă subtropicală. O mare parte din oraș a fost construit pe terenuri împădurite, mlaștini sau zone umede, iar toate sunt încă vizibile în zonele înconjurătoare.  Altitudinea orașului este foarte joasă, cu Downtown Houston înălțându-se la 15 mdnm. iar cel mai elevat punct în colțul nord-estic a orașului la 46 mdnm.
Orașul se baza odată pe ape subterane pentru nevoile sale de apă, dar tasarea terenului a forțat orașul să apeleze la surse de apă de la nivelul solului, cum ar fi Lacul Houston, Lacul Conroe și Lacul Livingston.
Houston are patru mari râuri fluviale care traversează orașul și care primesc apă din sistemul extins de drenaj. râul Buffalo Bayou traversează centrul orașului și Canalul Naval Houston și are trei afluenți: râul White Oak Bayou, care traversează comunitatea Houston Heights la nord-vest de centrul orașului și apoi spre centrul orașului; râul Brays Bayou, care trece de-a lungul Centrului Medical Texas;  și Sims Bayou, care traversează sudul orașului Houston și centrul orașului Houston. Canalul navigabil continuă pe lângă Galveston și apoi în Golful Mexic. 

### Climat

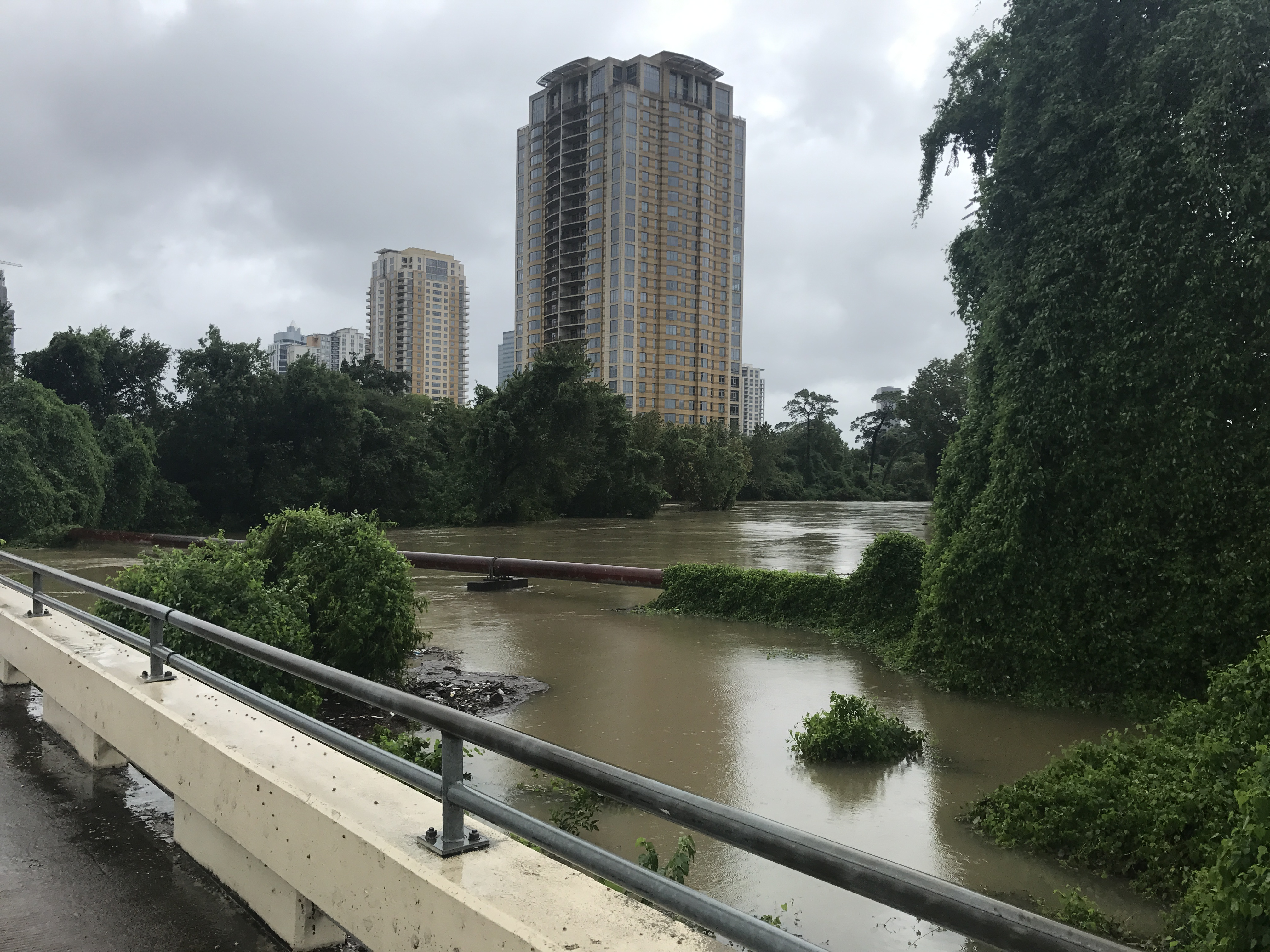
Buffalo Bayou, după uraganul Harvey, August 2017

Clima orașului Houston este clasificată drept subtropicală umedă (Cfa în sistemul de clasificare climatică Köppen), tipică sudului Statelor Unite. Deși nu se află în Tornado Alley (aleea tornadelor, zonă frecvent lovită de tornade), la fel ca în mare parte din nordul Texasului, furtunile supercelulare de primăvară aduc uneori tornade în zonă. Vânturile predominante sunt din sud și sud-est în cea mai mare parte a anului, aducând căldură și umiditate tropicală din apropierea Golfului Mexic și a Golfului Galveston. 
În timpul verii, temperaturile ating sau depășesc 32 °C, în medie 106,5 zile pe an, inclusiv majoritatea zilelor din iunie până în septembrie. În plus, în medie 4,6 zile pe an ating sau depășesc 37,8 °C. Umiditatea subtropicală caracteristică orașului Houston duce adesea la o temperatură aparentă mai ridicată, iar diminețile de vară au o umiditate relativă medie de peste 90%.  Cea mai ridicată temperatură înregistrată în Houston este de 43 °C (109 °F) la Aeroportul Intercontinental Bush, în patru ocazii: 4 septembrie 2000; 27 august 2011; și 24 și 27 august 2023. 
Houston are ierni blânde, cu perioade ocazionale de frig. În ianuarie, temperatura medie normală la Aeroportul Intercontinental George Bush este de 12 °C, cu o medie de 13 zile pe an cu o minimă de 0 °C sau mai mică, în medie între 3 decembrie și 20 februarie, permițând un sezon de creștere de 286 de zile. Cea mai scăzută temperatură înregistrată oficial în Houston a fost de -15 °C, pe 18 ianuarie 1930. 
Houston primește, în general, precipitații abundente, cu o medie de aproximativ 1.260 mm anual, conform înregistrărilor din perioada 1981-2010. Multe părți ale orașului prezintă un risc ridicat de inundații localizate din cauza topografiei plate  , a solurilor omniprezente de prerie argiloasă-nămoloasă cu permeabilitate scăzută  , ci a infrastructurii inadecvate. 
Houston are niveluri excesive de ozon și este în mod constant clasat printre orașele cele mai poluate cu ozon din Statele Unite.  Ozonul troposferic, sau smogul, este principala problemă a poluării aerului din Houston, Asociația Americană a Plămânilor clasând nivelul de ozon al zonei metropolitane pe locul doisprezece în topul „Celor mai poluate orașe de ozon” în 2017, după orașe importante precum Los Angeles, Phoenix, New York și Denver. 
Emisiile excesive de dioxid de carbon provocate de om în zona Houston au dus la o creștere persistentă a nivelului de dioxid de carbon atmosferic deasupra orașului. O astfel de creștere, adesea considerată drept „dom urban de CO2”, este determinată de o combinație de emisii puternice și condiții atmosferice stagnante. Mai mult, Houston este singura zonă metropolitană cu mai puțin de zece milioane de cetățeni unde un astfel de dom de CO2 poate fi detectat de sateliți. 
| Date climatice pentru Houston (William P. Hobby Airport), normale 1991-2020, extreme 1930–prezent | Date climatice pentru Houston (William P. Hobby Airport), normale 1991-2020, extreme 1930–prezent | Date climatice pentru Houston (William P. Hobby Airport), normale 1991-2020, extreme 1930–prezent | Date climatice pentru Houston (William P. Hobby Airport), normale 1991-2020, extreme 1930–prezent | Date climatice pentru Houston (William P. Hobby Airport), normale 1991-2020, extreme 1930–prezent | Date climatice pentru Houston (William P. Hobby Airport), normale 1991-2020, extreme 1930–prezent | Date climatice pentru Houston (William P. Hobby Airport), normale 1991-2020, extreme 1930–prezent | Date climatice pentru Houston (William P. Hobby Airport), normale 1991-2020, extreme 1930–prezent | Date climatice pentru Houston (William P. Hobby Airport), normale 1991-2020, extreme 1930–prezent | Date climatice pentru Houston (William P. Hobby Airport), normale 1991-2020, extreme 1930–prezent | Date climatice pentru Houston (William P. Hobby Airport), normale 1991-2020, extreme 1930–prezent | Date climatice pentru Houston (William P. Hobby Airport), normale 1991-2020, extreme 1930–prezent | Date climatice pentru Houston (William P. Hobby Airport), normale 1991-2020, extreme 1930–prezent | Date climatice pentru Houston (William P. Hobby Airport), normale 1991-2020, extreme 1930–prezent |
| Luna                                                                                              | Ian                                                                                               | Feb                                                                                               | Mar                                                                                               | Apr                                                                                               | Mai                                                                                               | Iun                                                                                               | Iul                                                                                               | Aug                                                                                               | Sep                                                                                               | Oct                                                                                               | Nov                                                                                               | Dec                                                                                               | Anual                                                                                             |
| ------------------------------------------------------------------------------------------------- | ------------------------------------------------------------------------------------------------- | ------------------------------------------------------------------------------------------------- | ------------------------------------------------------------------------------------------------- | ------------------------------------------------------------------------------------------------- | ------------------------------------------------------------------------------------------------- | ------------------------------------------------------------------------------------------------- | ------------------------------------------------------------------------------------------------- | ------------------------------------------------------------------------------------------------- | ------------------------------------------------------------------------------------------------- | ------------------------------------------------------------------------------------------------- | ------------------------------------------------------------------------------------------------- | ------------------------------------------------------------------------------------------------- | ------------------------------------------------------------------------------------------------- |
| Maxima istorică °F (°C)                                                                           | 92 (33)                                                                                           | 93 (34)                                                                                           | 96 (36)                                                                                           | 94 (34)                                                                                           | 100 (38)                                                                                          | 105 (41)                                                                                          | 104 (40)                                                                                          | 109 (43)                                                                                          | 108 (42)                                                                                          | 98 (37)                                                                                           | 95 (35)                                                                                           | 94 (34)                                                                                           | 109 (43)                                                                                          |
| Maxima medie °F (°C)                                                                              | 63.8 (17,7)                                                                                       | 67.6 (19,8)                                                                                       | 73.4 (23)                                                                                         | 79.3 (26,3)                                                                                       | 85.9 (29,9)                                                                                       | 91.0 (32,8)                                                                                       | 92.9 (33,8)                                                                                       | 93.5 (34,2)                                                                                       | 89.3 (31,8)                                                                                       | 82.1 (27,8)                                                                                       | 72.6 (22,6)                                                                                       | 65.7 (18,7)                                                                                       | 79,8 (26,6)                                                                                       |
| Media zilnică °F (°C)                                                                             | 55.0 (12,8)                                                                                       | 58.9 (14,9)                                                                                       | 64.7 (18,2)                                                                                       | 70.6 (21,4)                                                                                       | 77.6 (25,3)                                                                                       | 83.0 (28,3)                                                                                       | 84.8 (29,3)                                                                                       | 85.1 (29,5)                                                                                       | 81.1 (27,3)                                                                                       | 73.0 (22,8)                                                                                       | 63.3 (17,4)                                                                                       | 56.9 (13,8)                                                                                       | 71,17 (21,76)                                                                                     |
| Minima medie °F (°C)                                                                              | 46.1 (7,8)                                                                                        | 50.1 (10,1)                                                                                       | 55.9 (13,3)                                                                                       | 61.8 (16,6)                                                                                       | 69.3 (20,7)                                                                                       | 74.9 (23,8)                                                                                       | 76.6 (24,8)                                                                                       | 76.7 (24,8)                                                                                       | 72.9 (22,7)                                                                                       | 63.9 (17,7)                                                                                       | 54.0 (12,2)                                                                                       | 48.0 (8,9)                                                                                        | 62,5 (16,9)                                                                                       |
| Minima istorică °F (°C)                                                                           | 10 (−12)                                                                                          | 14 (−10)                                                                                          | 22 (−6)                                                                                           | 36 (2)                                                                                            | 44 (7)                                                                                            | 56 (13)                                                                                           | 64 (18)                                                                                           | 66 (19)                                                                                           | 50 (10)                                                                                           | 33 (1)                                                                                            | 25 (−4)                                                                                           | 9 (−13)                                                                                           | 10 (−12)                                                                                          |
| Precipitații inches (mm)                                                                          | 4.09 (103.9)                                                                                      | 2.85 (72.4)                                                                                       | 3.28 (83.3)                                                                                       | 4.08 (103.6)                                                                                      | 5.42 (137.7)                                                                                      | 6.09 (154.7)                                                                                      | 4.59 (116.6)                                                                                      | 5.44 (138.2)                                                                                      | 5.76 (146.3)                                                                                      | 5.78 (146.8)                                                                                      | 3.90 (99.1)                                                                                       | 4.34 (110.2)                                                                                      | 55,62 (1.412,7)                                                                                   |
| Nr. de zile cu precipitații (≥ 0.01 in)                                                           | 10.2                                                                                              | 8.9                                                                                               | 8.3                                                                                               | 8.0                                                                                               | 7.7                                                                                               | 10.4                                                                                              | 9.2                                                                                               | 9.6                                                                                               | 9.8                                                                                               | 7.2                                                                                               | 8.4                                                                                               | 9.5                                                                                               | 107,2                                                                                             |
| Sursa nr. 1: NOAA                                                                                 |                                                                                                   |                                                                                                   |                                                                                                   |                                                                                                   |                                                                                                   |                                                                                                   |                                                                                                   |                                                                                                   |                                                                                                   |                                                                                                   |                                                                                                   |                                                                                                   |                                                                                                   |
| Sursa nr. 2: National Weather Service                                                             |                                                                                                   |                                                                                                   |                                                                                                   |                                                                                                   |                                                                                                   |                                                                                                   |                                                                                                   |                                                                                                   |                                                                                                   |                                                                                                   |                                                                                                   |                                                                                                   |                                                                                                   |

## Demografie

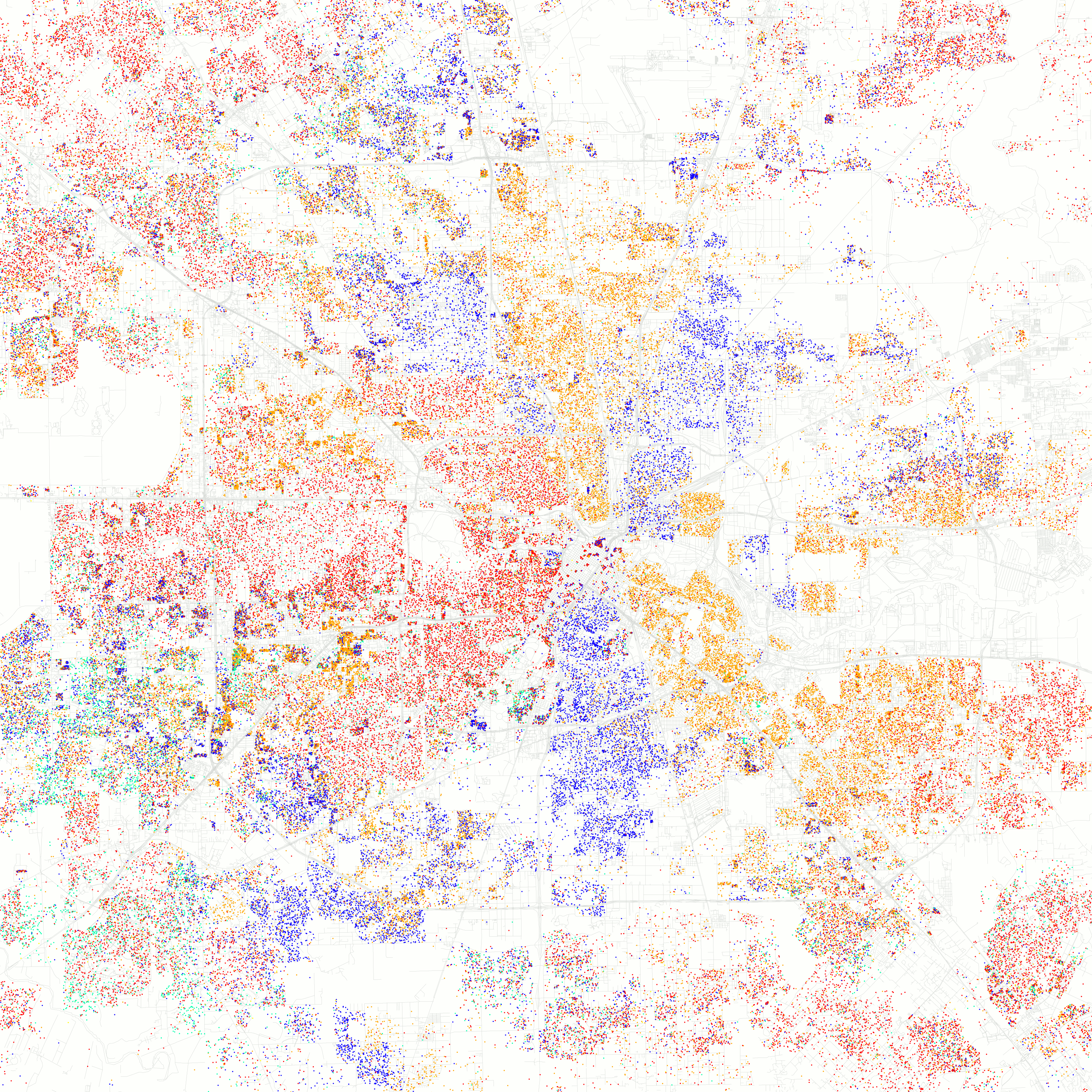
Hartă rasială a Houstonului, în conformitate cu recensământul din 2010;
fiecare punct pe hartă reprezintă 25 de persoane;
Albi
Negrii
Asiatici
Hispanici
Altă etnie

Recensământul American din 2020 a determinat populația orașului a fi de 2.304.580 locuitori,  iar o estimare mai recentă din 2023 determinând o populație de 2.314.157 locuitori.  Un număr estimat de 600.000 de rezidenți ai zonei Greater Houston sunt imigranți nedocumentați,  reprezentând aproape 9% din populația metropolitană a orașului.  Orașul este pus pe o creștere demografică lentă, accelerată de imigrare și creștere economică.
În conformitate cu un studiu american din 2019, populația orașului este împărțită pe grupe de vârste astfel:
- 482.402 locuitori - sub 15 ani
- 144.196 locuitori - între 15 și 19 ani
- 594.477 locuitori - între 20 și 34 ani
- 591.561 locuitori - între 35 și 54 ani
- 402.804 locuitori - între 55 și 74 ani
- 101.357 locuitori - 75 ani sau peste

Cu o vârstă medie de 33,4 ani.  Numărul ridicat de persoane tinere din Houston este crezut a fi datorită unui nou influx a negrilor, hispanicilor și latinilor, ci asiaticilor în Texas, un nou val de imigrare. 
Distribuția pe sex este de 98,5 masculi la 100 femele.
În 2019, erau 987.158 unități de locuință în Houston, dintre care 876.504 erau gospodări,  media 
Costurile lunare medii ale proprietarilor cu o ipotecă au fost de 1.646 USD și de 536 USD fără ipotecă. Chiria brută mediană a orașului Houston din 2015 până în 2019 a fost de 1.041 USD. Venitul mediu al gospodăriilor în 2019 a fost de 52.338 USD, iar 20,1% dintre locuitorii din Houston trăiau la sau sub pragul sărăciei.

### Structură rasială și etnică
| Compoziția rasială și etnică a orașului de-a lungul timpului | 2020  | 2010  | 2000  | 1990  | 1970  |
| ------------------------------------------------------------ | ----- | ----- | ----- | ----- | ----- |
| Hispanici și latino-americani (de orice rasă)                | 47.0% | 43.8% | 37.4% | 27.6% | 11.3% |
| Americani albi                                               | 21.8% | 25.6% | 30.8% | 40.6% | 62.4% |
| Negrii sau Afro-americani                                    | 24.9% | 25.1% | 25.3% | 28.1% | 25.7% |
| Asiatici                                                     | 7.1%  | 6.0%  | 5.3%  | 4.1%  | 0.4%  |

Institutul Kinder pentru Cercetări Urbane al Universității Rice a descris zona metropolitană Houston ca fiind „una dintre cele mai diverse zone metropolitane din punct de vedere etnic și cultural din țară”.  Diversitatea orașului Houston, istoric alimentată de valuri mari de hispanici și latino-americani, precum și de imigranți asiatici, a fost atribuită costului vieții relativ mai mic în comparație cu majoritatea orașelor mari, pieței muncii puternice, ci rolului său de centru pentru relocarea refugiaților. 
Houston este cunoscut de mult timp ca o destinație populară pentru afro-americani datorită comunității afro-americane bine stabilite și influente a orașului. Houston a devenit cunoscut ca o mecca a persoanelor de culoare, similară cu Atlanta, deoarece este o destinație importantă pentru profesioniștii și antreprenorii afro-americani.  Un raport al Institutului Kinder din 2012 a constatat că, pe baza egalității distribuției populației între cele patru grupuri rasiale majore din Statele Unite (albi non-hispanici, negri non-hispanici, hispanici sau latino și asiatici), zona metropolitană Houston era cea mai diversă din punct de vedere etnic zonă metropolitană din Statele Unite, înaintea orașului New York. 
În 2019, conform Biroului de Recensământ al SUA, albii non-hispanici reprezentau 23,3% din populația orașului Houston, hispanicii și latino-americanii 45,8%, negrii sau afro-americanii 22,4%, iar americanii de origine asiatică 6,5%. În 2018, albii non-hispanici reprezentau 20,7% din populație, hispanicii sau latino-americanii 44,9%, negrii sau afro-americanii 30,3%, iar americanii de origine asiatică 8,2%. Cele mai mari grupuri etnice hispanice sau latino-americane din oraș erau mexicano-americanii (31,6%), portoricani (0,8%) și cubaneo-americani (0,8%) în 2018.

### Religie
| Structura confesională (2020) | Structura confesională (2020) | Structura confesională (2020) | Structura confesională (2020) | Structura confesională (2020) |
| ----------------------------- | ----------------------------- | ----------------------------- | ----------------------------- | ----------------------------- |
|                               |                               |                               |                               |                               |
| Creștini                      | Creștini                      |                               | 72%                           | 72%                           |
| Protestanți                   | Protestanți                   |                               | 40%                           | 40%                           |
| Catolici                      | Catolici                      |                               | 29%                           | 29%                           |
| Alte ramuri creștine          | Alte ramuri creștine          |                               | 3%                            | 3%                            |
| Ireligioși                    | Ireligioși                    |                               | 21%                           | 21%                           |
| Islamici                      | Islamici                      |                               | 2%                            | 2%                            |
| Iudei                         | Iudei                         |                               | 1%                            | 1%                            |
| Budiști                       | Budiști                       |                               | 1%                            | 1%                            |
| Hinduși                       | Hinduși                       |                               | 0.5%                          | 0.5%                          |
| Alte credințe                 | Alte credințe                 |                               | 1.5%                          | 1.5%                          |

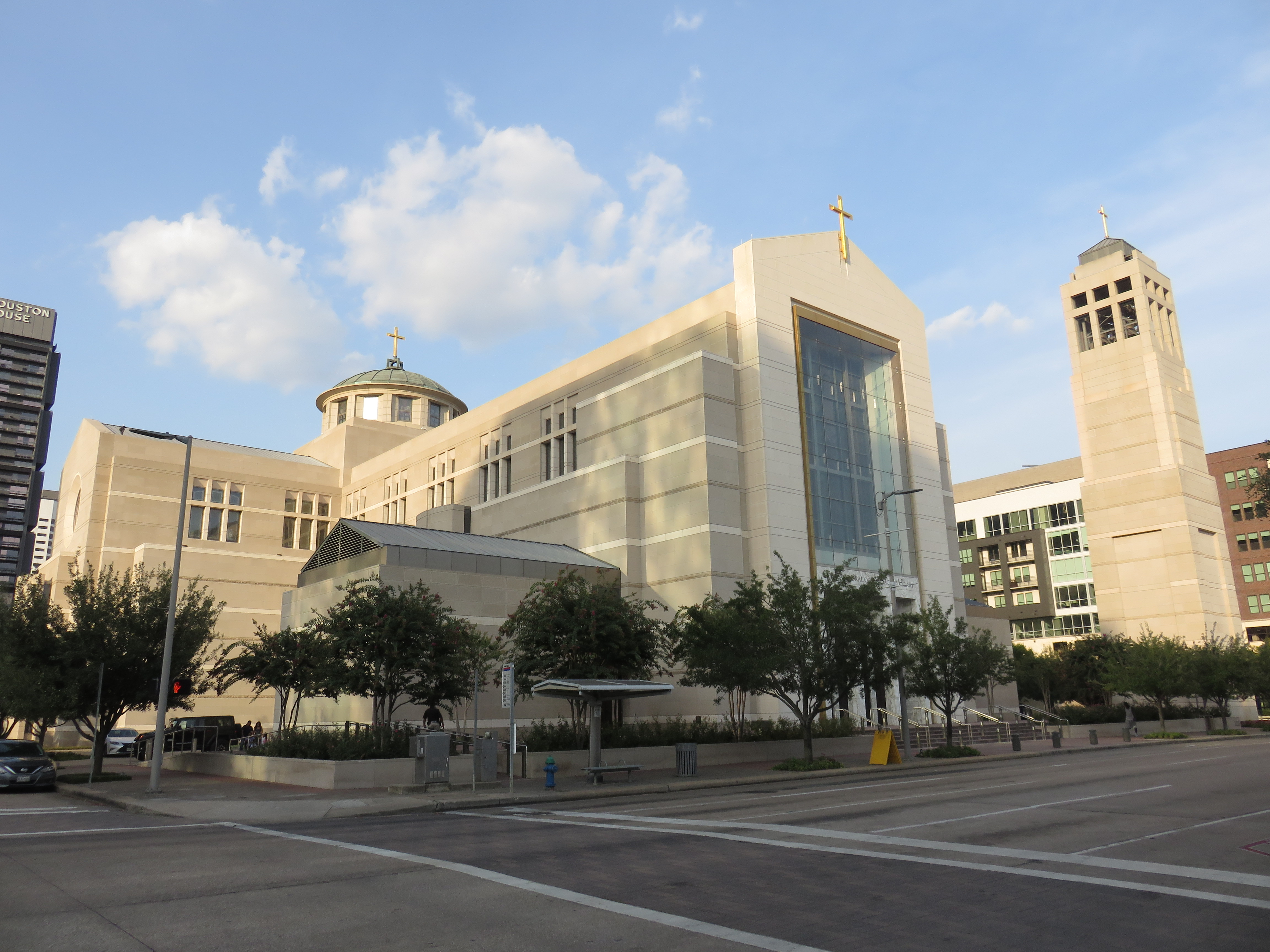
Co-Catedrala Sacrei Inimi, o catedrală din Downtown Houston, care deservește 1.2 milioane de romano-catolici din zona Houstonului

Houston este un oraș predominant creștin protestant, aflat în zona „Centurei biblice”, o bandă geografică cu mare prezență creștină protestantă. Alte grupuri creștine includ creștinismul ortodox estic, ci cel oriental. Religiile necreștine nu au crescut în mare parte din istoria orașului, deoarece imigrația provenea predominant din Europa de Vest (care, la acea vreme, era dominată de creștinismul occidental și favorizată de cotele prevăzute în legea federală privind imigrația). Legea privind imigrația și naționalitatea din 1965 a eliminat cotele, permițând dezvoltarea altor religii.  Cea mai populară fiind islamul.
Conform unui studiu din 2014 realizat de Centrul de Cercetare Pew, 73% din populația zonei Houston s-a identificat drept creștină, aproximativ 50% dintre aceștia susținând afiliere protestantă și aproximativ 19% susținând afiliere romano-catolică. La nivel național, aproximativ 71% dintre respondenți s-au identificat drept creștini. Aproximativ 20% dintre locuitorii din zona Houston nu au susținut nicio afiliere religioasă, comparativ cu aproximativ 23% la nivel național.  Același studiu arată că locuitorii din zonă care se identifică cu alte religii (inclusiv iudaism, budism, islam și hinduism) au constituit împreună aproximativ 7% din populația zonei.

## Economie

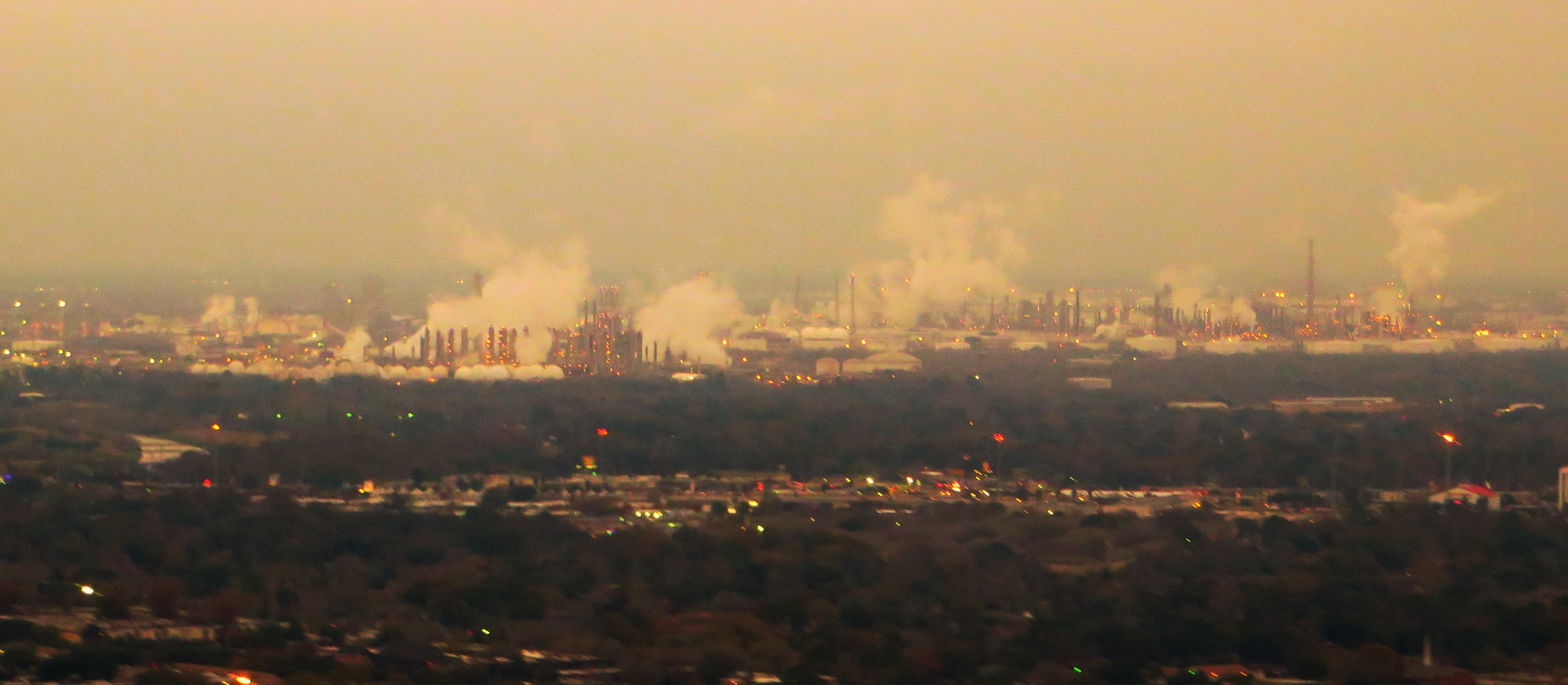
Rafinări petro-chimice în cadrul zonei metropolitane Greater Houston

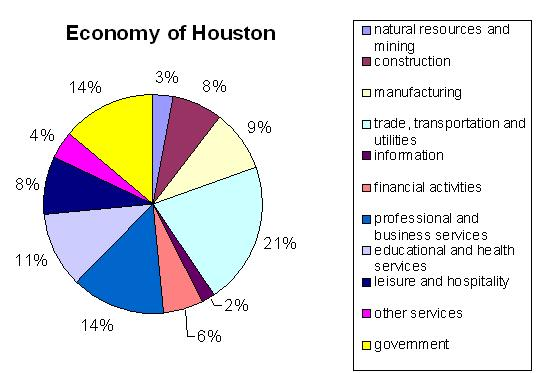
Graf reprezentând sectoarele orașului Houston și contribuția lor în relație cu PIB (produs intern brut)

Houston este cunoscut pe scară mondială pentru industria energetică a sa, mai precis a gazelor naturale și a petrolului. La fel poate fi zis pentru industria spațială și bio-medicală. Începând cu anii 2020, Houston a devenit un centru în creștere pentru firmele startup din domeniul tehnologiei și este sectorul cu cea mai rapidă creștere din economia orașului. Printre companiile majore de tehnologie și software din zona metropolitană Houston se numără Crown Castle, KBR, FlightAware, Cybersoft, Houston Wire & Cable și HostGator. Aylo, Go Daddy și ByteDance au birouri în zona Houston.
Datorită acestor puncte forte, Houston este desemnat drept oraș global de către Grupul de studiu și rețeaua Globalization and World Cities Study Group and Network și firma globală de consultanță în management A.T. Kearney. Zona Houston este principala piață americană pentru exporturi, depășind orașul New York City în 2013, conform datelor publicate de Administrația pentru Comerț Internațional din cadrul Departamentului de Comerț al SUA. În 2012, zona Houston–The Woodlands–Sugar Land a înregistrat exporturi de mărfuri în valoare de 110,3 miliarde de dolari. Produsele petroliere, substanțele chimice și echipamentele de extracție a petrolului și gazelor au reprezentat aproximativ două treimi din exporturile zonei metropolitane anul trecut. Primele trei destinații pentru exporturi au fost Mexic, Canada și Brazilia.
Zona Houston este un centru important pentru construirea de echipamente pentru câmpuri petroliere. O mare parte din succesul său ca complex petrochimic se datorează canalului său maritim aglomerat, Portul Houston. În cadrul Statelor Unite, portul ocupă primul loc în comerțul internațional și locul 16 printre cele mai mari porturi din lume. Spre deosebire de majoritatea locurilor, prețurile ridicate la petrol și benzină sunt benefice pentru economia orașului Houston, deoarece mulți dintre locuitorii săi sunt angajați în industria energetică.
Produsul intern brut (PIB) al zonei metropolitane Greater Houston în 2022 a fost de 633 de miliarde de dolari, ceea ce o face a șaptea ca mărime dintre toate zonele metropolitane din Statele Unite și mai mare decât PIB-ul Iranului, Columbiei sau Emiratelor Arabe Unite. Doar 27 de țări, altele decât Statele Unite, au un produs intern brut care depășește produsul brut regional al suprafeței (GAP) al orașului Houston. În 2010, mineritul (care constă aproape în întregime în explorarea și producția de petrol și gaze în Houston) a reprezentat 26,3% din GAP-ul orașului Houston, în creștere bruscă ca răspuns la prețurile ridicate la energie și la un surplus mondial redus al capacității de producție de petrol, urmat de servicii de inginerie, servicii de sănătate și producție.
În 2013, Houston a fost identificat drept orașul numărul unu din SUA pentru crearea de locuri de muncă de către Biroul de Statistică al SUA, după ce a fost nu numai primul oraș important care și-a recâștigat toate locurile de muncă pierdute în criza economică precedentă, dar și după criză, au fost adăugate peste două locuri de muncă pentru fiecare loc pierdut. Economistul și vicepreședintele de cercetare de la Greater Houston Partnership, Patrick Jankowski, a atribuit succesul orașului Houston capacității industriilor imobiliare și energetice din regiune de a învăța din greșelile istorice. Mai mult, Jankowski a declarat că „peste 100 de companii străine s-au relocat, s-au extins sau au început noi afaceri în Houston” între 2008 și 2010, iar această deschidere către afacerile externe a stimulat crearea de locuri de muncă într-o perioadă în care cererea internă era problematic de scăzută.

## Educație
În orașul Houston există nouăsprezece districte școlare. Districtul Școlar Independent Houston (HISD) este al șaptelea district școlar ca mărime din Statele Unite și cel mai mare din Texas. HISD are peste 100 de campusuri care servesc drept școli magnet sau avangardă - specializate în discipline precum profesii din domeniul sănătății, arte vizuale și spectacolului și științe. Există, de asemenea, multe școli charter care sunt administrate separat de districtele școlare. În plus, unele districte școlare publice au și propriile "școli charter" (școli care primește finanțare de la guvern, dar funcționează independente față de sistemul educațional stabilit de guvern). Există și peste 300 școli private în zona Houston, dintre care, numeroase sunt școli independente ce au mai multe afiliați religioase. Școlile catolice din zona metropolitană Houston sunt administrate de Arhiepiscopia Romano-Catolică de Galveston-Houston.

### Învățământ superior

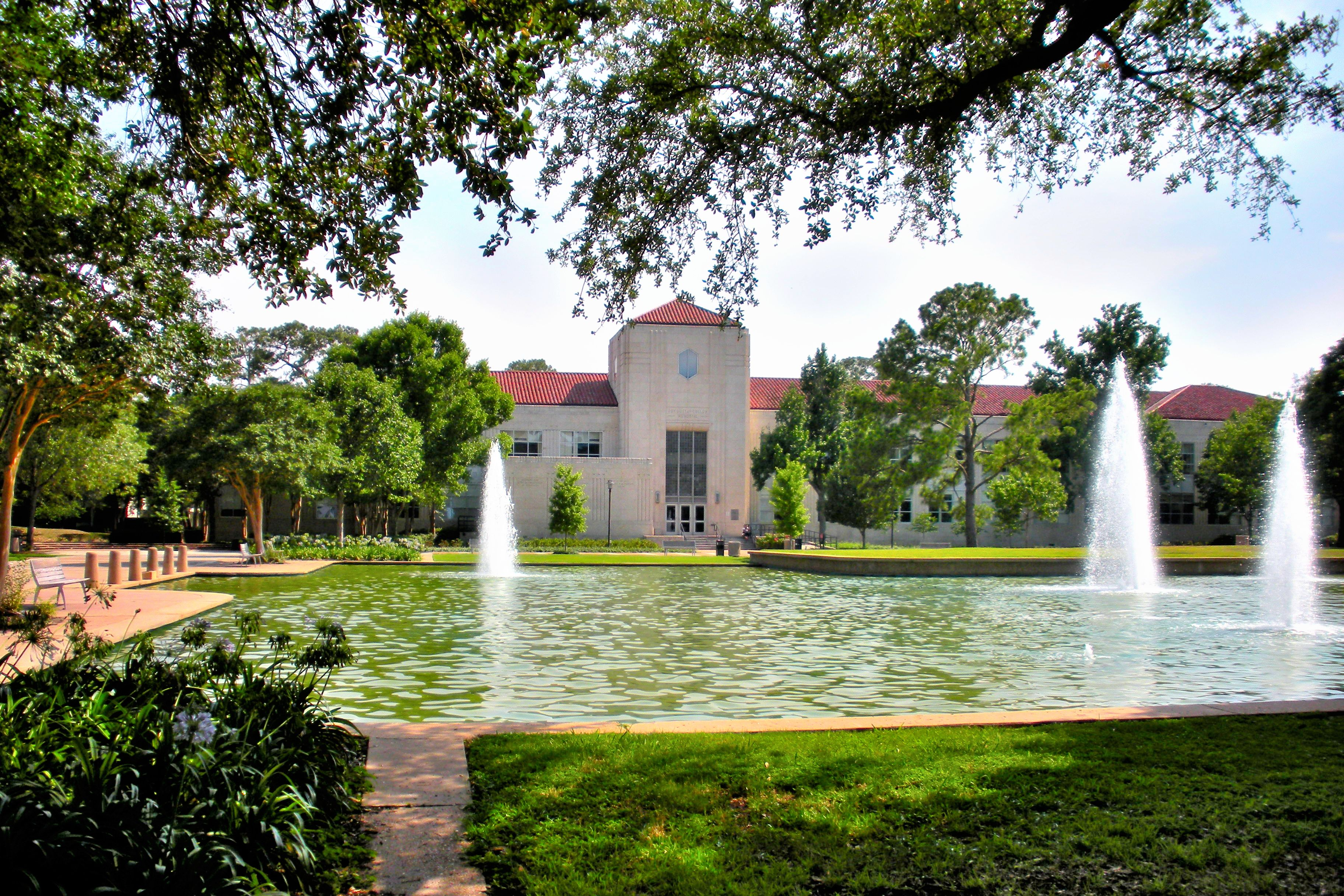
Universitatea din Houston este o universitate publică de cercetare și a treia cea mai mare instituție de învățământ superior din Texas.

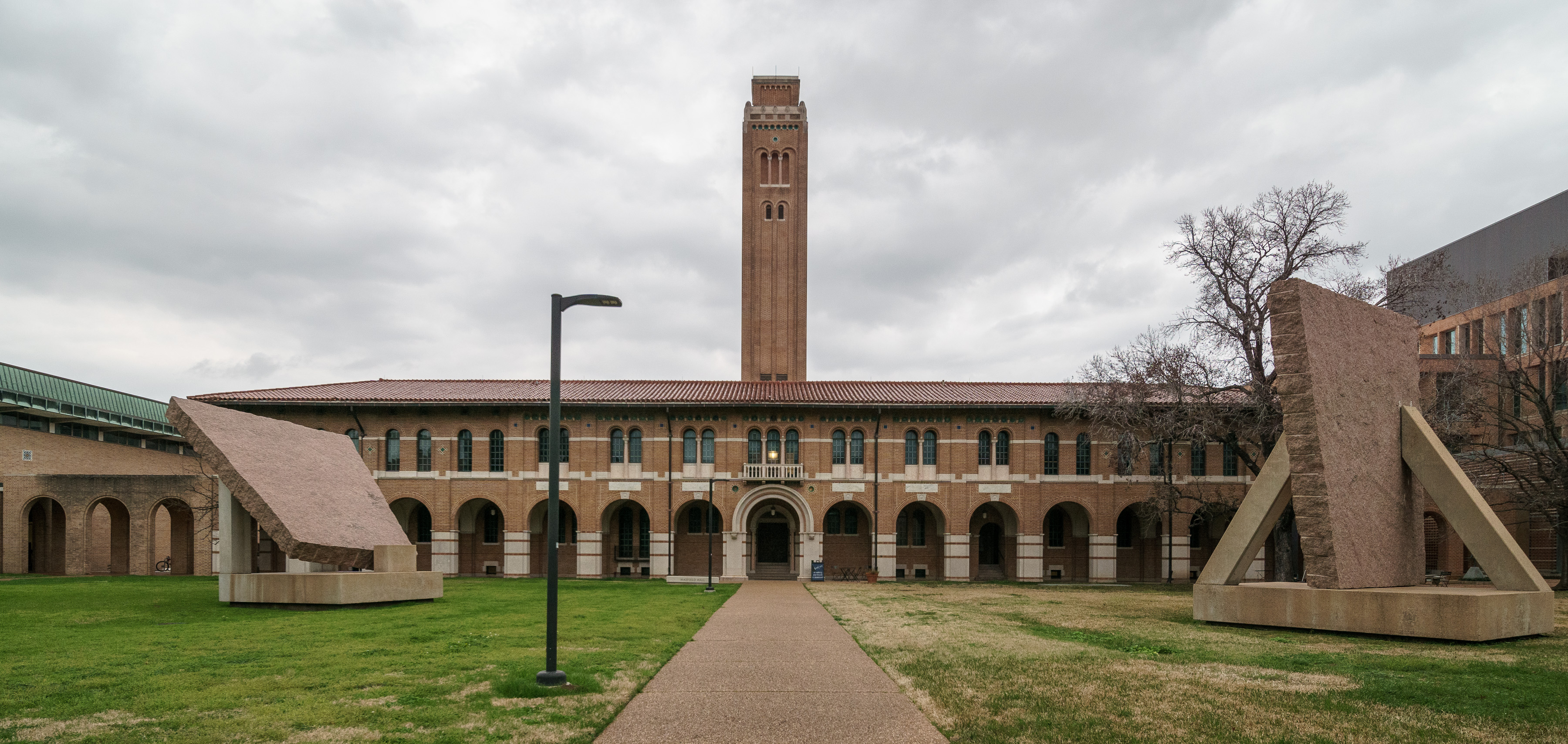
Universitatea Rice, situată în apropierea Districtului Muzeelor și a Centrului Medical din Texas, este cea mai selectivă instituție privată din Texas.

Houston are patru universități de stat. Universitatea din Houston (UH) este o universitate de cercetare și instituția principală a Sistemului Universitar din Houston. A treia cea mai mare universitate din Texas, Universitatea din Houston are aproape 44.000 de studenți pe campusul său de 667 de acri (270 de hectare) din Third Ward.[305] Universitatea din Houston–Clear Lake și Universitatea din Houston–Downtown sunt universități independente în cadrul Sistemului Universitar din Houston; nu sunt campusuri filiale ale Universității din Houston. Puțin la vest de Universitatea din Houston se află Universitatea Texas Southern (TSU), una dintre cele mai mari universități istorice pentru persoane de culoare din Statele Unite, cu aproximativ 10.000 de studenți. Universitatea Texas Southern este prima universitate de stat din Houston, fondată în 1927.
Mai multe instituții private de învățământ superior se află în oraș. Universitatea Rice, cea mai selectivă universitate din Texas și una dintre cele mai selective din Statele Unite, este o instituție privată, seculară, cu un nivel ridicat de activitate de cercetare. Fondată în 1912, campusul istoric al Universității Rice, de 120 de hectare, cu o suprafață de 300 de acri, adiacent Parcului Hermann și Centrului Medical din Texas, găzduiește aproximativ 4.000 de studenți la licență și 3.000 de studenți la masterat. La nord, în Neartown, Universitatea St. Thomas, fondată în 1947, este singura universitate catolică din Houston. St. Thomas oferă o programă de arte liberale pentru aproximativ 3.000 de studenți în campusul său istoric de 19 blocuri de-a lungul Bulevardul Montrose. În sud-vestul orașului Houston, Universitatea Creștină din Houston (fosta Universitate Baptistă din Houston), fondată în 1960, oferă diplome de licență și masterat în campusul său din Sharpstown. Școala este afiliată la Convenția Generală Baptistă din Texas și are o populație studențească de aproximativ 3.000 de studenți.
Trei districte universitare comunitare au campusuri în Houston și în împrejurimi. Sistemul de Colegii Comunitare Houston (HCC) deservește cea mai mare parte a orașului Houston; campusul principal și sediul central se află în Midtown. Părțile suburbane nordice și vestice ale zonei metropolitane sunt deservite de diverse campusuri ale Sistemului de Colegii Lone Star, în timp ce partea de sud-est a orașului Houston este deservită de Colegiul San Jacinto, iar o porțiune de nord-est este deservită de Colegiul Lee. Sistemele Colegiului Comunitar Houston și Colegiului Lone Star se numără printre cele mai mari 10 instituții de învățământ superior din Statele Unite.
Houston găzduiește, de asemenea, o serie de școli postuniversitare în drept și asistență medicală. Centrul de Drept al Universității din Houston și Școala de Drept Thurgood Marshall de la Universitatea Texas Southern sunt facultăți de drept publice, acreditate de ABA, în timp ce Colegiul de Drept South Texas, din centrul orașului, servește ca o alternativă privată, independentă. Centrul Medical Texas găzduiește o densitate mare de școli de profesii din domeniul sănătății, inclusiv două școli de medicină: Școala de Medicină McGovern, parte a Centrului de Științe ale Sănătății al Universității din Texas din Houston, și Colegiul de Medicină Baylor, o instituție privată extrem de selectivă. Școala de asistență medicală a Universității Prairie View A&M se află în cadrul Centrului Medical din Texas. În plus, atât Universitatea Texas Southern, cât și Universitatea din Houston au facultăți de farmacie, iar Universitatea din Houston găzduiește o facultate de medicină și o facultate de optometrie.

## Peisaj Urban

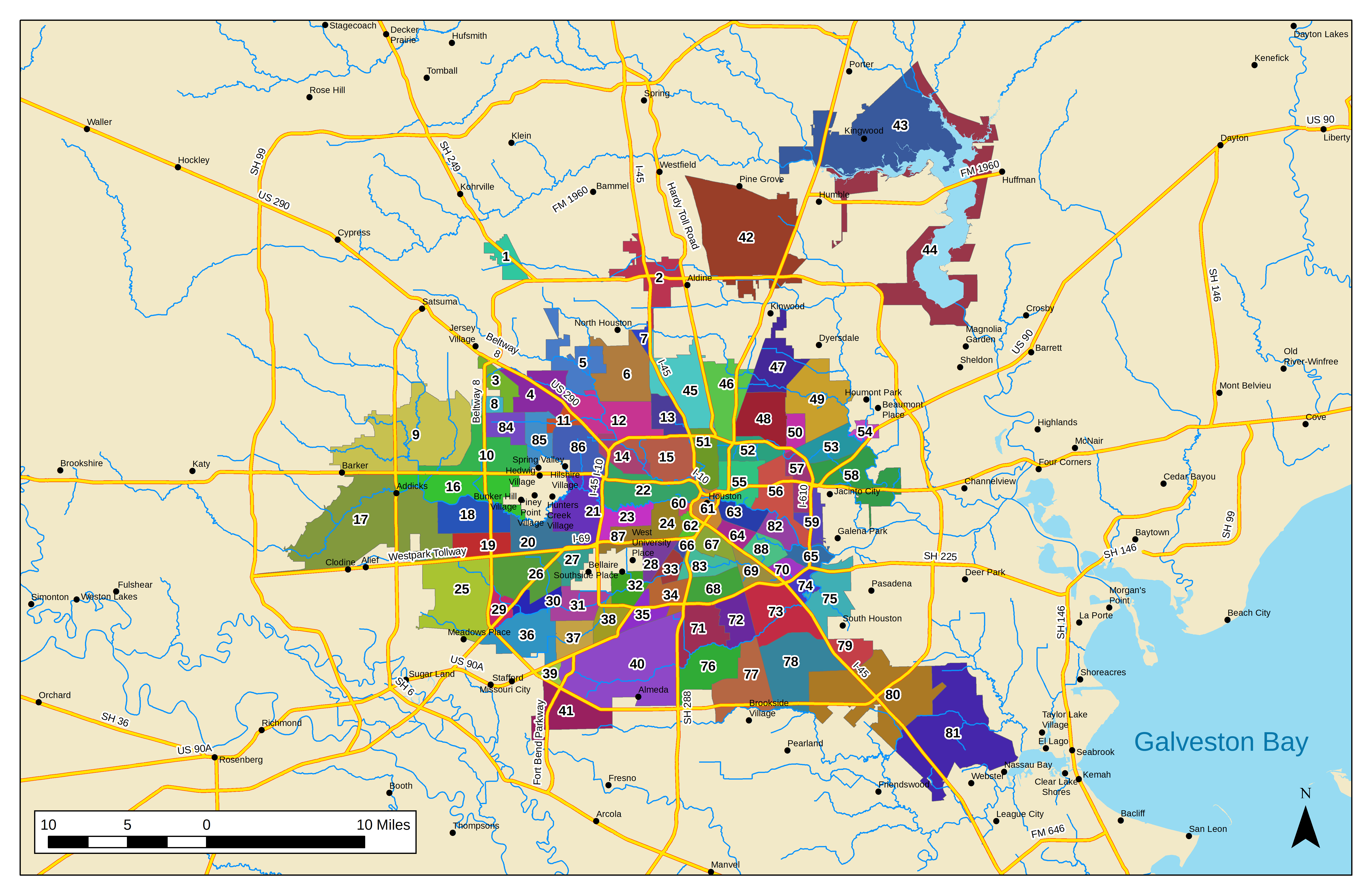
Mega-cartierele Houstonului

Houston a adoptat un sistem pe secții de organizare, scurt timp după fondarea sa. Cele șase secții originale a orașului sunt precedenții a celor 11 districte din prezent, orientate geografic (Bayou's, zone topografice, și alte diviziuni geografice); Orașul a părăsit sistemul pe secții în 1905, în favoarea unui guvern de comisie, ci ulterior cel de consiliu-municipal din prezent.
Locurile din Houston sunt în general clasificate ca a fi în, sau în afara buclei a interstate 610 (interstate fiind denumire de autostradă americană). Bucla încercuiește 250 km2, inclusiv zone centrale a orașului mai ales Downtown, pe timp ce în afara buclei, topografia se înalță iar densitatea scade. Pe lângă autostrada interstatală 610, orașul este înconjurat de două autostrăzi circulare suplimentare: Beltway 8, cu o rază de aproximativ 16 km de centrul orașului, și autostrada statală 99 (Grand Parkway), cu o rază de 40 km. Aproximativ 470.000 de oameni locuiau în interiorul buclei autostrăzii interstatale 610, în timp ce 1,65 milioane locuiau între autostrada interstatală 610 și Beltway 8, iar 2,25 milioane locuiau în comitatul Harris, în afara Beltway 8, în 2015.
Nu doar o zonă este centrul forței de muncă și a afacerilor, cu numeroase districte bine-dezvoltate cu afaceri dintr-o variație de domenii. Principalele cartiere/zone din Houston cu orizonturi (Skyline's) sunt: Centrul Medical Texas, Downtown, Uptown, Greenway Plaza, Memorial City, the Energy Corridor, Westchase, ci Greenspoint. 

### Arhitectură
În 2015, Houston avea al cincilea cel mai înalt orizont din America de Nord (după New York, Chicago, Toronto și Miami) și al 36-lea cel mai înalt din lume.  Un sistem de tuneluri și pasarele suspendate de 11 km leagă clădirile din centrul orașului, care conțin magazine și restaurante, permițând pietonilor să evite căldura și ploaia verii în timp ce se plimbă printre clădiri. În anii 1960, centrul orașului Houston era format dintr-o colecție de structuri de birouri de înălțime medie. Centrul orașului se afla în pragul unui boom condus de industria energetică în 1970. O succesiune de zgârie-nori a fost construită de-a lungul anilor 1970 - mulți de către dezvoltatorul imobiliar Gerald D. Hines - culminând cu cel mai înalt zgârie-nori din Houston, Turnul JPMorgan Chase (fostul Turn al Comerțului din Texas), cu 75 de etaje și 305 m înălțime, finalizat în 1982. Este cea mai înaltă structură din Texas, a 19-a cea mai înaltă clădire din Statele Unite și a fost anterior al 85-lea cel mai înalt zgârie-nori din lume, bazat pe cea mai înaltă caracteristică arhitecturală. În 1983, Wells Fargo Plaza (fosta Allied Bank Plaza), cu 71 de etaje și o înălțime de 302 m, a fost finalizată, devenind a doua cea mai înaltă clădire din Houston și Texas. Bazată pe cea mai înaltă caracteristică arhitecturală, este a 21-a cea mai înaltă clădire din Statele Unite. În 2007, centrul orașului avea peste 4.000.000 m² de spații de birouri.
Centrat pe Post Oak Boulevard și Westheimer Road, districtul Uptown a cunoscut o creștere exponat în anii 1970 și începutul anilor 1980, când o serie de clădiri de birouri de înălțime medie, hoteluri și dezvoltări comerciale au apărut de-a lungul autostrăzii I-610 West. Uptown a devenit unul dintre cele mai importante exemple de oraș marginal. Cea mai înaltă clădire din Uptown este Turnul Williams (cunoscut sub numele de Turnul Transco până în 1999), cu 64 de etaje și o înălțime de 275 m, proiectat de Philip Johnson și John Burgee. La momentul construcției, se credea că era cel mai înalt zgârie-nori din lume în afara unui district central de afaceri. Noua clădire Skanska cu 20 de etaje,  și BBVA Compass Plaza sunt cele mai noi clădiri de birouri construite în Uptown după 30 de ani. Districtul Uptown găzduiește, de asemenea, clădiri proiectate de renumiții arhitecți I. M. Pei, César Pelli și Philip Johnson. La sfârșitul anilor 1990 și începutul anilor 2000, a avut loc o mini-explozie a construcției de turnuri rezidențiale de înălțime medie și înaltă, câteva cu peste 30 de etaje.  Din anul 2000, peste 30 de zgârie-nori au fost construiți în Houston; în total, 72 de zgârie-nori domină orașul, ceea ce însumează aproximativ 8.300 de unități.[99] În 2002, Uptown avea peste 2.100.000 m² de spații de birouri, cu 1.500.000 m² de spații de birouri de clasa A.

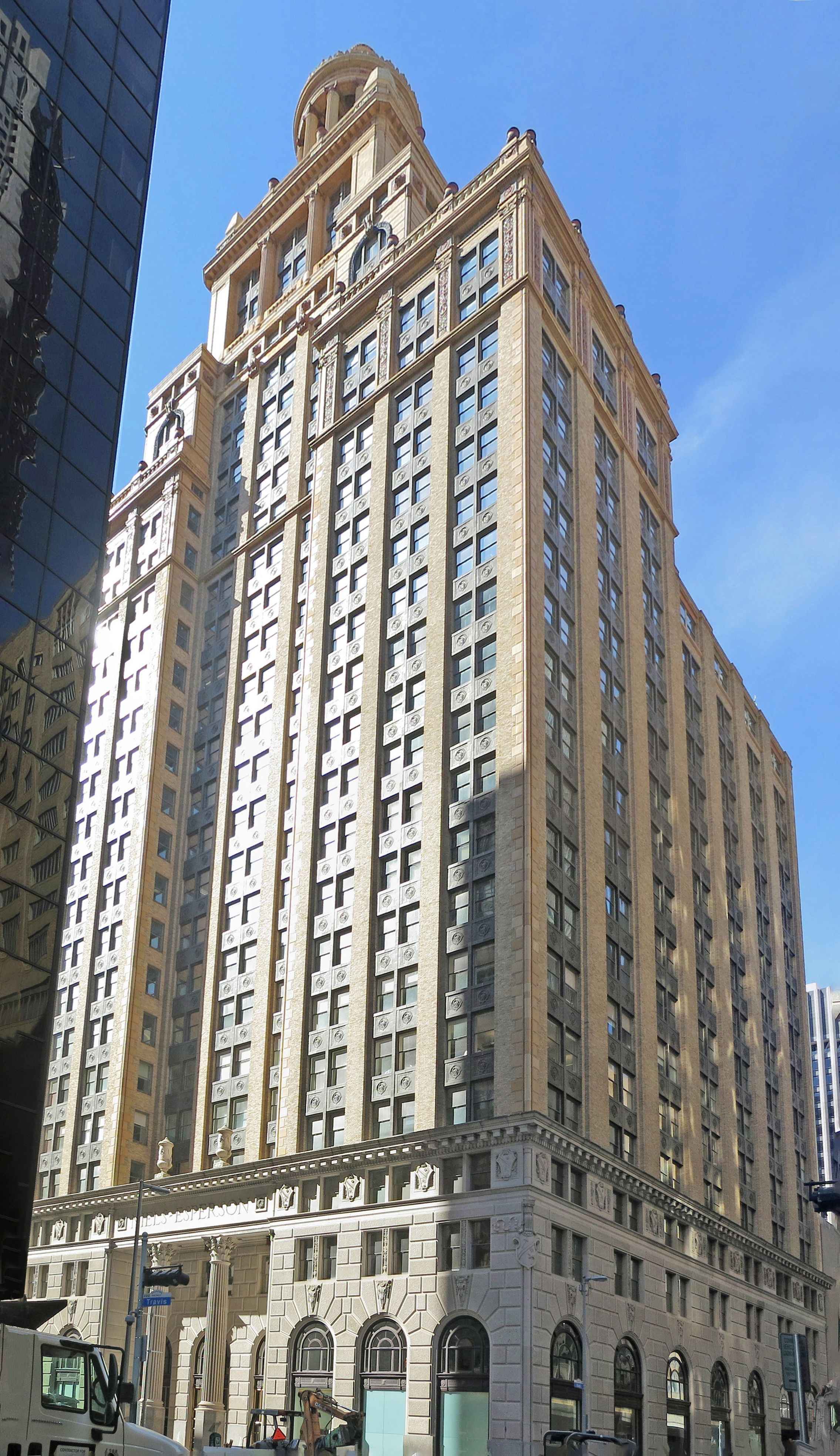
Clădirea Neils-Espreson, înălțându-se ca cea mai înaltă clădire din Houston din 1927 până în 1929

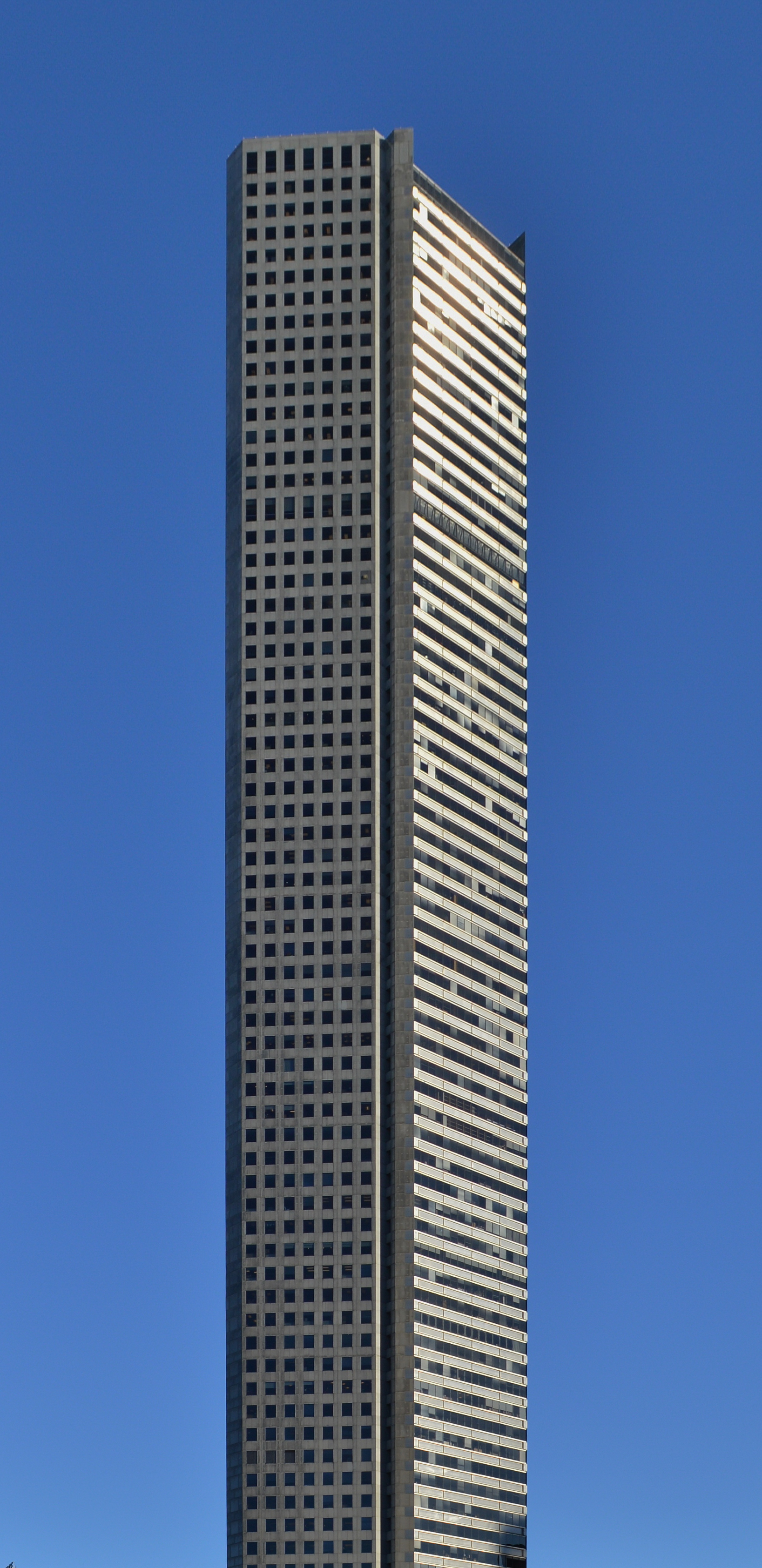
Turnul JPMorgan Chase este cea mai înaltă clădire din Texas și cea mai înaltă clădire cu 5 laturi din lume

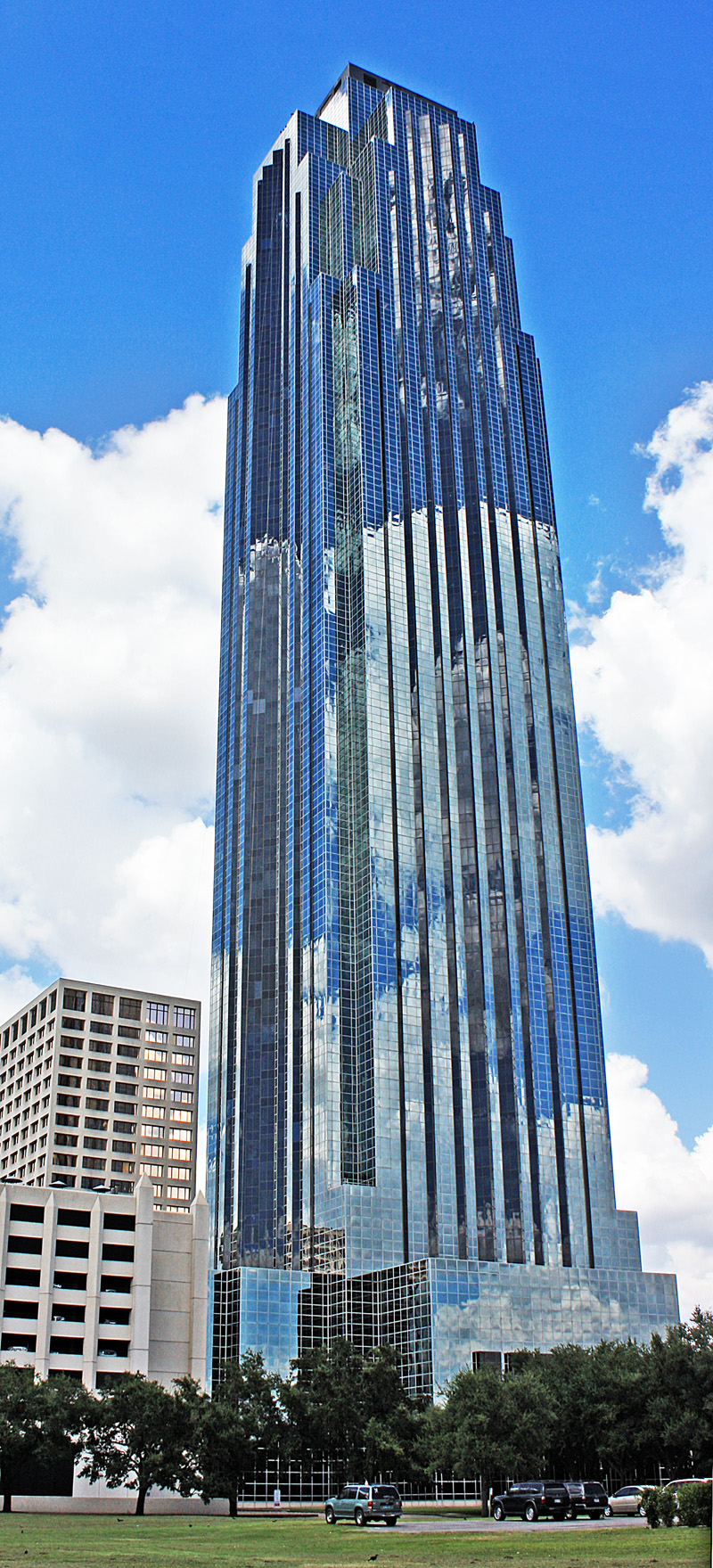
Williams Tower, la 275 m

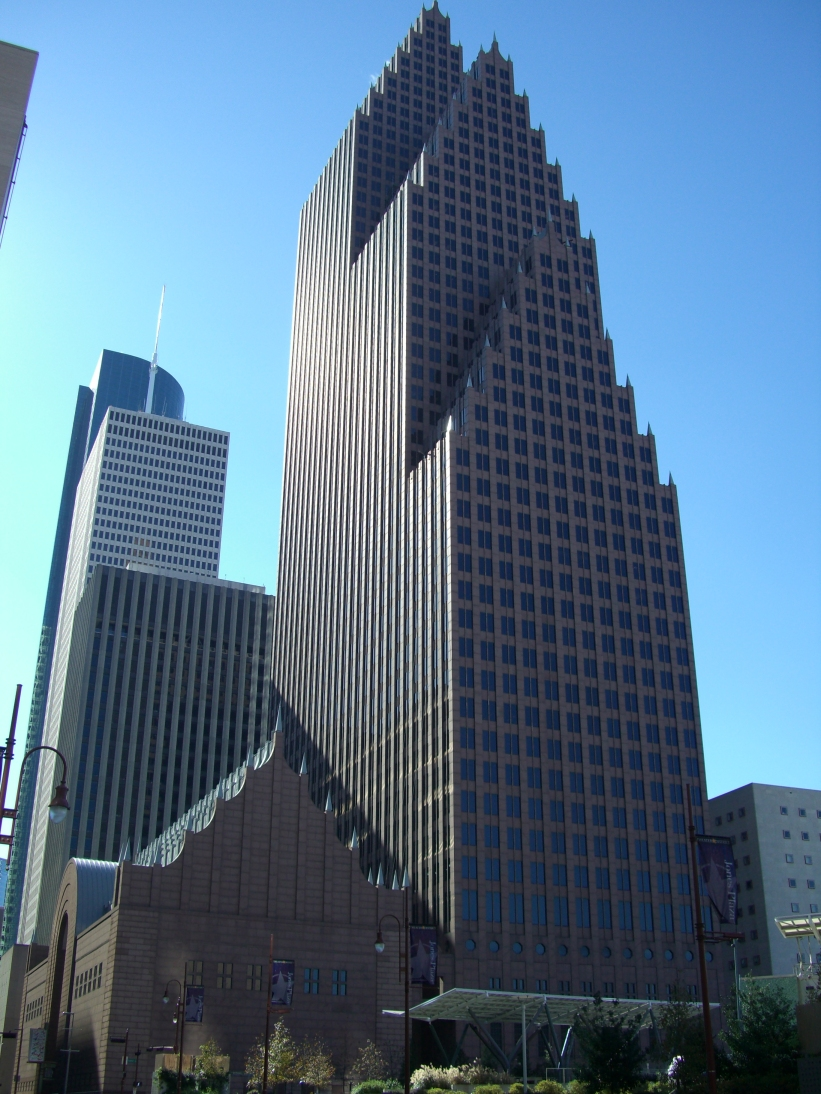
Centrul Bank of America, proiectat de Philip Johnson, este un exemplu de arhitectură postmodernă

## Infrastructură

### Medicină

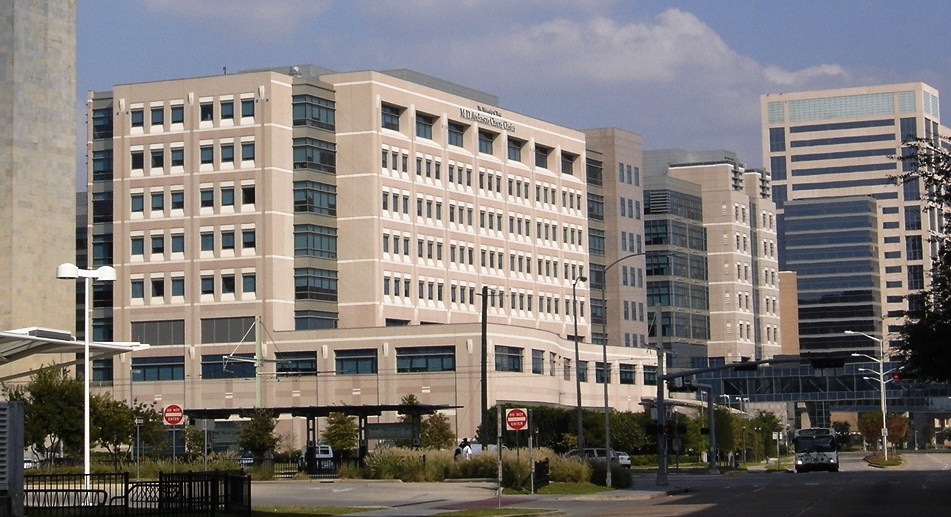
Centrul de tratare a cancerului MD Anderson

Houston este sediul Centrului Medical din Texas, cel mai mare centru medical din lume, și care se descrie ca având cea mai mare concentrație de instituții de cercetare și asistență medicală din lume. Toate cele 49 de instituții membre ale Centrului Medical din Texas sunt organizații non-profit. Acestea oferă îngrijire pacienților și preventivă, cercetare, educație și bunăstare a comunității locale, naționale și internaționale. Având peste 73.600 de angajați, instituțiile centrului medical includ 13 spitale și două instituții de specialitate, două facultăți de medicină, patru școli de asistență medicală și școli de stomatologie, sănătate publică, farmacie și practic toate carierele legate de sănătate. Aici a fost creat unul dintre primele - și încă cel mai mare - serviciu de urgență aeriană, Life Flight, și a fost dezvoltat un program de transplant interinstituțional. În jurul anului 2007, la Centrul Medical din Texas au fost efectuate mai multe intervenții chirurgicale pe cord decât oriunde altundeva în lume.

### Măsuri contra inundații
Houston, Texas și zonele înconjurătoare ale comitatului Harris au fost afectate de ploi torențiale semnificative în ultimii ani, alături de uragane semnificative care au afectat zona. Aversele pe care le primește orașul pot provoca inundații mortale și daune materiale semnificative. Districtul de Control al Inundațiilor din comitatul Harris este responsabil pentru gestionarea celor 22 de bazine hidrografice și întreținerea sistemelor de control al inundațiilor, formate din 1.500 de canale, care au o lungime totală de 4.000 de kilometri. Această entitate efectuează reparații de urgență la infrastructura publică, precum și la zonele rezidențiale și comerciale.
Au fost efectuate reparații substanțiale pentru a întreține sistemele de control al inundațiilor și a crește siguranța orașului împotriva inundațiilor. Extinderea urbană este, de asemenea, un factor care a contribuit la multe dintre problemele legate de inundații ale orașului, deoarece implementarea noilor sisteme de control al inundațiilor poate dura mai mult în zonele nou dezvoltate. Autoritățile locale și liderii regionali colaborează îndeaproape pentru a remedia problemele și a menține standardele înalte ale orașului pentru controlul inundațiilor.

### Infrastructura canalizării și a apei
Colectarea, tratarea și recuperarea apelor uzate reprezintă o funcție importantă pentru siguranța și salubritatea oricărui oraș metropolitan important. Houston are un sistem de canalizare excelent, unul dintre cele mai mari din SUA, care a primit chiar și laude din partea Societății Americane a Inginerilor Civili. Sistemul de canalizare este format din 6.100 de mile de conducte de canalizare, 125.000 de cămine de vizitare, 39 de stații de epurare a apelor uzate și aproape 400 de stații de pompare. Gestionarea apelor uzate trebuie să beneficieze de finanțare continuă pentru a satisface nevoile actuale și viitoare. Există, de asemenea, necesitatea de a reduce facturile la apă, ceea ce poate duce la reducerea revărsărilor de canalizare. Aceste revărsări contaminează zonele mlăștinoase ale orașului.
A avea apă potabilă curată din surse durabile este important pentru orice oraș metropolitan mare. Orașul Houston furnizează apă curată întregului comitatu Harris și zonelor înconjurătoare. Lucrările Publice și operațiunile de apă potabilă din Houston estimează că are suficiente rezerve de apă până în anul 2050. Există peste 200 de milioane de galoane pe zi disponibile prin apele subterane disponibile, pe lângă 1,2 miliarde de galoane pe zi de drepturi de apă de suprafață. Comisia pentru Calitatea Mediului din Texas evaluează sistemul de apă potabilă din Houston ca fiind superior, acesta fiind cel mai înalt rating disponibil.

### Infrastructura energică
Fiind gazda uneia dintre cele mai mari zone de petrol și gaze din lume, ne-am aștepta ca infrastructura energetică și energetică să fie excepțională. Orașul se clasează pe locul 1 în SUA pentru utilizarea energiei regenerabile, 92% provenind din energia eoliană și solară. Cu peste 7 milioane de locuitori și o populație în creștere rapidă, electricitatea fiabilă și ieftină este importantă pentru oraș. Texas are o industrie energetică dereglementată care permite consumatorilor și întreprinderilor să își aleagă furnizorul de energie electrică. CenterPoint Energy are sediul central în Houston și este cel mai mare furnizor din zonă, furnizând energie electrică și gaze naturale clienților.
Houston are 4.600 de companii legate de energie și are 237.000 de angajați în industria energetică. Printre angajatorii notabili se numără nume cunoscute precum BP, Chevron, Exxon Mobil, Halliburton, ConocoPhillips și altele. Aici sunt procesate 2,6 milioane de barili de țiței, iar aici se desfășoară și fracturarea hidraulică în ape adânci. Există, de asemenea, companii importante de energie regenerabilă cu sediul aici, cu peste 100 de companii de energie solară și 30 de companii de energie eoliană, cu aproape 4 miliarde de dolari investiți în finanțare de capital de risc „cleantech”.

## Personalități marcante
- A. J. Foyt (n. 1935), pilot de curse;
- Dixie Carter (1939 - 2010), actriță;
- Mark William Calaway (cunoscut ca The Undertaker, n. 1965), wrestler;
- Nima Arkani-Hamed (n. 1972), fizician;
- Jim Parsons (n. 1973), actor;
- Beyoncé (n. 1981), cântăreață, actriță;
- Brittney Griner (n. 1990), baschetbalistă;
- Travis Scott (n. 1991), rapper, compozitor.

## Localități înfrățite
Houston se înfrățit cu următoarele localități;
- Abu Dhabi, Emiratele Arabe Unite (2001)
- Baku, Azerbaijan (1976)
- Basrah, Iraq (2015)
- Chiba, Japonia (1972)
- Grampian Region, Aberdeen, Scoția (1979)
- Guayaquil, Ecuador (1987)
- Huelva, Spain (1969)
- Istanbul, Turcia (1988)
- Karachi, Pakistan (2009)
- Leipzig, Germania (1992)
- Luanda, Angola (2003)
- Nice, Franța (1973)
- Perth, Australia (1984)
- Shenzhen, China (1986)
- Stavanger, Norvegia (1988)
- Taipei, Taiwan (1961)
- Tampico, Mexic (2003)
- Tiumen, Rusia (1995)
- Ulsan, Coreea de Sud (2021)